# Kamel Guerri
Kamel Guerri (* 6. Juni 1968) ist ein ehemaliger algerischer Skirennläufer.

## Werdegang
Guerri nahm 1992 an den Olympischen Winterspielen in Albertville teil. Im Super-G belegte er als Viertletzter den 90. Platz, während er im Riesenslalom unter 91 gewerteten Läufern den 80. Platz erzielte. Fünf Jahre später war er Mitglied des fünfköpfigen algerischen Teams bei den alpinen Skiweltmeisterschaften 1997 im italienischen Sestriere. Im Super-G belegte unter 66 gewerteten Fahrern den drittletzten Platz. Im Riesenslalom schied er im 1. Durchgang aus. 